# Вулиця Княгині Ольги (Рівне)
Вулиця Княгині Ольги — одна з центральних вулиць міста Рівне.

## Історія
Названа на честь Княгині Ольги. Перейменована згідно з рішенням міськвиконкому від 26.06.1992 р. № 688–р
Розташована біля Парку імені Тараса Шевченка
Починається від вулиці Соборної біля Покровського собору, перетинає вулицю Степана Бандери, впирається в другий корпус НУВГП